# Хрущевка-Шляхецька
Хрущевка-Шляхецька (пол. Chruszczewka Szlachecka) — село в Польщі, у гміні Косув-Ляцький Соколовського повіту Мазовецького воєводства.
Населення — 108 осіб (2011).
У 1975-1998 роках село належало до Седлецького воєводства.

## Демографія
Демографічна структура станом на 31 березня 2011 року:
|          | Загалом | Допрацездатний вік | Працездатний вік | Постпрацездатний вік |
| -------- | ------- | ------------------ | ---------------- | -------------------- |
| Чоловіки | 57      | 10                 | 37               | 10                   |
| Жінки    | 51      | 13                 | 27               | 11                   |
| Разом    | 108     | 23                 | 64               | 21                   |